# Fonction (biologie)
Pour les articles homonymes, voir Fonction.
 (février 2013).
Si vous disposez d'ouvrages ou d'articles de référence ou si vous connaissez des sites web de qualité traitant du thème abordé ici, merci de compléter l'article en donnant les références utiles à sa vérifiabilité et en les liant à la section « Notes et références ».
Une fonction biologique, ou fonction, est un concept des sciences biologiques (biologie, médecine, physiologie, etc.) et de la philosophie, dont la philosophie de la biologie. Ce concept possède plusieurs définitions, dont certaines sont débattues depuis le XXe siècle, qui varient selon l'époque, l'auteur (Aristote, Linacre, etc.) et la discipline.
Depuis l'Antiquité classique, plus précisément depuis la période aristotélicienne, la tradition de la physiologie est d'associer une fonction à chaque structure (cellule, organe, etc.). La fonction se définissant comme l'action effectuée par la structure : par exemple, les poumons (l'instrument) permettent la respiration (le travail).
Dans son sens commun, et depuis le XVIe siècle, la fonction désigne à la fois le rôle d'une structure (« que fait-elle ? ») et les évènements qu'elle engendre (c'est-à-dire son activité, ex. : la « fonction respiratoire » désigne la respiration).
Au sens large, elle caractérise également les interactions entre plusieurs structures, en particulier au sein des systèmes biologiques et anatomiques, voire les interactions entre différents systèmes d'un à plusieurs organismes vivants (ex. : relation parents-enfants, holobiontes).
Toutefois, depuis le XXe siècle, le concept est critiqué du fait de la causalité qu'il sous-entend et est, selon Georg Toepfer, « loin d'être un concept clairement défini et doté d'une unique signification ».

## Histoire, concepts et définitions

### Histoire
Les travaux d'Aristote unifient l'anatomie et la physiologie en forgant les concepts de structure (μορφή, morphê, forme) et de fonction (ἔργον, ergon, litt. « travail, action »). Chez Aristote, ce rapport est indissociable. Chaque organe (ὄργανον, organon, « instrument, outil ») doit remplir une fonction,.
« Organ : A part of a plant or animal more or less distinct from the rest, and destined to perform, either alone or in  conjunction with others, some specific function. »
— John Fletcher (King's College London), Rudiments of physiology, 1837.

### Fonction d'un objet biologique: définition
La fonction d'un objet biologique, quel qu'il soit — molécule, organisme, écosystème, boucle de régulation, etc — est la caractéristique de cet objet  définie par son rôle en relation avec d’autres objets dans un processus ou une structure. Avec la structure de cet objet— caractérisant son organisation tridimensionnelle, sa composition et leurs modifications temporelles — la fonction permet « de définir l’identité d’un objet biologique et les activités auxquelles il peut être associé. L’étude du lien entre ces deux caractéristiques est essentielle dans la démarche scientifique en biologie ».
Plus simplement, c'est le « rôle d’un organite, d’un organe, d’un système anatomique, d’un organisme. Ex. : fonction respiratoire des branchies. »

### Fonction physiologique
Une fonction physiologique peut être définie comme "l'ensemble des actes accomplis par une structure organique défini en vue d'un résultat déterminé".[réf. à confirmer]

### Autres
- « Une fonction biologique, qu’est-ce à dire ? », sur France Culture, 7 mars 2011 (consulté le 5 septembre 2024)
- Etienne Roux, Fonction et physiologie : la notion de fonction dans la physiologie contemporaine (Thèse de doctorat (Philosophie)), Paris, Université Panthéon-Sorbonne - Paris I, 2021 (lire en ligne)